# Olympiakos Volou FC
Olympiakos Volou FC ou Olympiakos Volou é clube de futebol profissional, baseado na cidade de Vólos, Grécia.